# سوزان فلمینگ
سوزان فلمینگ (انگلیسی: Susan Fleming؛ ‏ ۱۹ فوریهٔ ۱۹۰۸ – ۲۲ دسامبر ۲۰۰۲) بازیگر اهل ایالات متحده آمریکا بود. وی بین سال‌های ۱۹۳۱ تا ۱۹۵۴ میلادی فعالیت می‌کرد.
از فیلم‌ها یا برنامه‌های تلویزیونی که وی در آن نقش داشته‌است، می‌توان به زیگفلد کبیر، آریزونا و پاهای میلیون دلاری اشاره کرد.